# グロースハーバースドルフ
グロースハーバースドルフ (ドイツ語: Großhabersdorf、地元での呼び名は Håberʳschdoʳf) はドイツ連邦共和国バイエルン州ミッテルフランケン行政管区のフュルト郡に位置する町村（以下、本項では便宜上「町」と記述する）である。この町は、同郡南西部の、アンスバッハとニュルンベルクとのほぼ中間に位置している。

## 地理

### 位置
グロースハーバースドルフは、ニュルンベルクの西約 21 km、アンスバッハの北約 20 km、ローテンブルク・オプ・デア・タウバーの東約 44 km のランガウに位置している。町内をビーベルト川が流れている。この川は、ツィルンドルフ近郊でレドニッツ川に合流する。

### 隣接する市町村
隣接する市町村は、北から時計回りに以下の通り:
- ランゲンツェン
- カードルツブルク
- アンメルンドルフ
- ロスタール
- ハイルスブロン
- ディーテンホーフェン
- ヴィルヘルムスドルフ

### 自治体の構成
この町は12の地区からなる:
| - ブロンネンミューレ - フェルナブリュンスト - グロースハーバースドルフ - ホルンゼーゲン - オーバーライヒェンバッハ - シュヴァイクハウゼン | - シュタンメスミューレ - ウンターシュラウアースバッハ - ヴィンツェンツェンブロン - ヴァイアースミューレ - ヴェンツドルフ - ツィーゲルヒュッテ |

## 歴史
この集落は、1144年から1151年までの間に作成された史料中に、Hadewartesdorf という表記で初めて記録されている。1479年に初めて、約 9 km 南西に位置するクラインハーバースドルフと区別するために「グロッセン」の語が追加された。集落名の規定語は、人名 Hadewart に由来する。この名前の人物が集落の成立に関わった。
中世の部族大公の時代、この村はフランケン公領に属していた。1316年に裁判所が存在していたことが証明されている。三十年戦争でこの村は、1632年にヴァレンシュタイン軍によって破壊された。
18世紀末頃、グロースハーバースドルフに56戸があった。高等裁判権はブランデンブルク＝アンスバッハ侯領のオーバーアムト・カードルツブルクが行使した。行政権はブランデンブルク＝アンスバッハ侯領のリヒターアムト（判事局）・ハーバースドルフが保持した。所有権はカステンアムト（財務局）・カードルツブルク、グロースハーバースドルフ教会、ツァウテンドルフ教会、帝国都市ニュルンベルクの聖クララ修道院事務局、ニュルンベルクの世襲貴族ハラー家、リュクラント騎士領が有していた。
グロースハーバースドルフは、1500年からフランケン帝国クライスに属すアンスバッハ辺境伯領から1792年にプロイセン領となり、1806年からバイエルン王国の一部となった。
バイエリシェス・ウアカタスター は、1810年代のグロースハーバースドルフは教会村であり、68戸の家屋と教会の耕作地があったことを示している。市町村令に伴い、1808年にシュトイアーディストリクト（徴税区）・グロースハーバースドルフが創設され、シュヴァイクハウゼン、シュタンメスミューレ、ヴァイアースミューレ、ツィーゲルヒュッテ集落がこの徴税区に属した。同じ年にルーラルゲマインデ（町村にあたる）・グロースハーバースドルフが創設されたが、その範囲は上記の徴税区と同じであった。このゲマインデは、行政と裁判はカードルツブルク地方裁判所、財政はレントアムト・カードルツブルク（1920年にフィナンツアムト・カードルツブルクと改名）の下に置かれた。グロースハーバースドルフは、1862年からベツィルクスアムト・フュルト（1938年にフュルト郡に改名）により行政運営がなされた。裁判権は1879年までカードルツブルク地方裁判所に残されたが、1880年から1931年3月1日までカードルツブルク区裁判所が、それ以後はフュルト区裁判所がこれを管轄した。1961年のこの町の面積は、9.837 km2 であった。
国家社会主義の時代、この町の北西にウンターシュラウアースバッハ飛行場が設けられ、第二次世界大戦末まで存続した。

### 町村合併
1971年7月1日、ウンターシュラウアースバッハがこの町に合併した。フェルンアプリュンストおよび旧デーベルンドルフの一部が1972年1月1日にこれに加わった。

## 住民

### 人口推移
| 時期          | 人口（人） |
| ------------- | ---------- |
| 1840年12月1日 | 1,632      |
| 1871年12月1日 | 1,905      |
| 1900年12月1日 | 1,743      |
| 1925年6月16日 | 1.881      |
| 1939年5月17日 | 1,943      |
| 1950年9月13日 | 2,776      |

| 時期           | 人口（人） |
| -------------- | ---------- |
| 1961年6月6日   | 2,869      |
| 1970年5月27日  | 3,126      |
| 1987年5月25日  | 3,429      |
| 2008年12月31日 | 4,242      |
| 2011年12月31日 | 4,053      |
| 2017年12月31日 | 4,157      |

## 行政
1998年に廃止されるまで、グロースハーバースドルフはアンメルンドルフとともにグロースハーバースドルフ行政共同体を形成していた。

### 議会
グロースハーバースドルフの町議会は 16議席からなる。

### 首長
トーマス・ツェーマイスター (CSU) は、2020年3月29日の町長選挙決選投票で、55.28 % の票を獲得して現職のフリードリヒ・ビーゲル (Freie Wähler) を破り、町長に選出された。

### 紋章
図柄: 左右二分割。向かって左は銀と黒に四分割。向かって右は緑地に5本の金の穂でできた束。
バイエルン州内務省は1954年にこの紋章を承認した。この紋章は15世紀の印章に基づいている。穂はこの町の名前を表している。銀と黒の四分割は、この町の領主であったアンスバッハ辺境伯を意味している。

### 姉妹自治体
グロースハーバースドルフは、以下の市町村と姉妹都市関係にある
- エックス＝シュル＝ヴィエンヌ（フランス語版、英語版）（フランス、オート＝ヴィエンヌ県）1982年
- シフィエンチェホバ（ポーランド語版、英語版）（ポーランド、ヴィエルコポルスカ県）1994年
- マリンスカ（クロアチア、プリモリェ＝ゴルスキ・コタル郡 Malinska-Dubašnica の地区）2010年5月22日

## 文化と見所

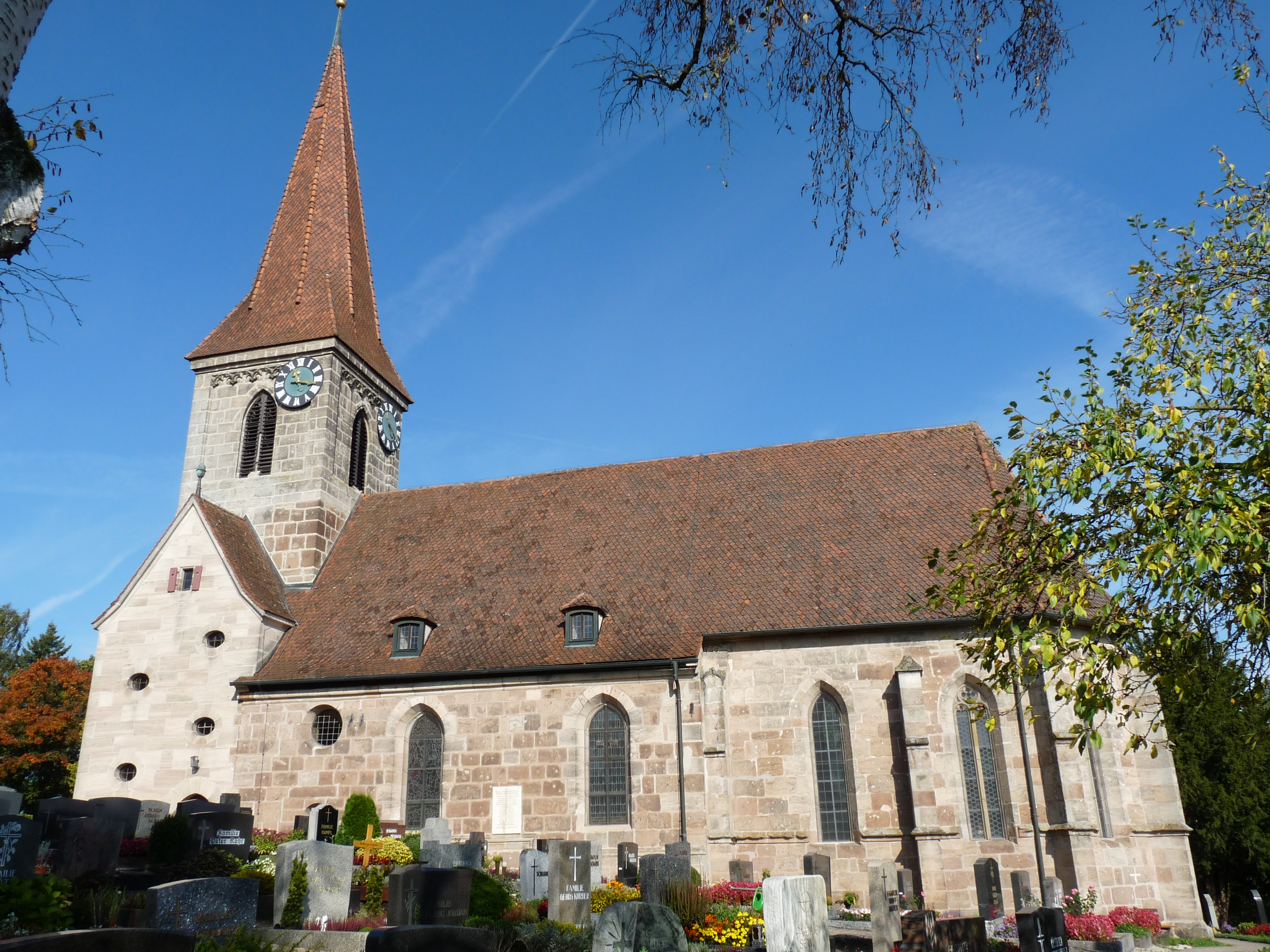
聖ヴァルブルク教会

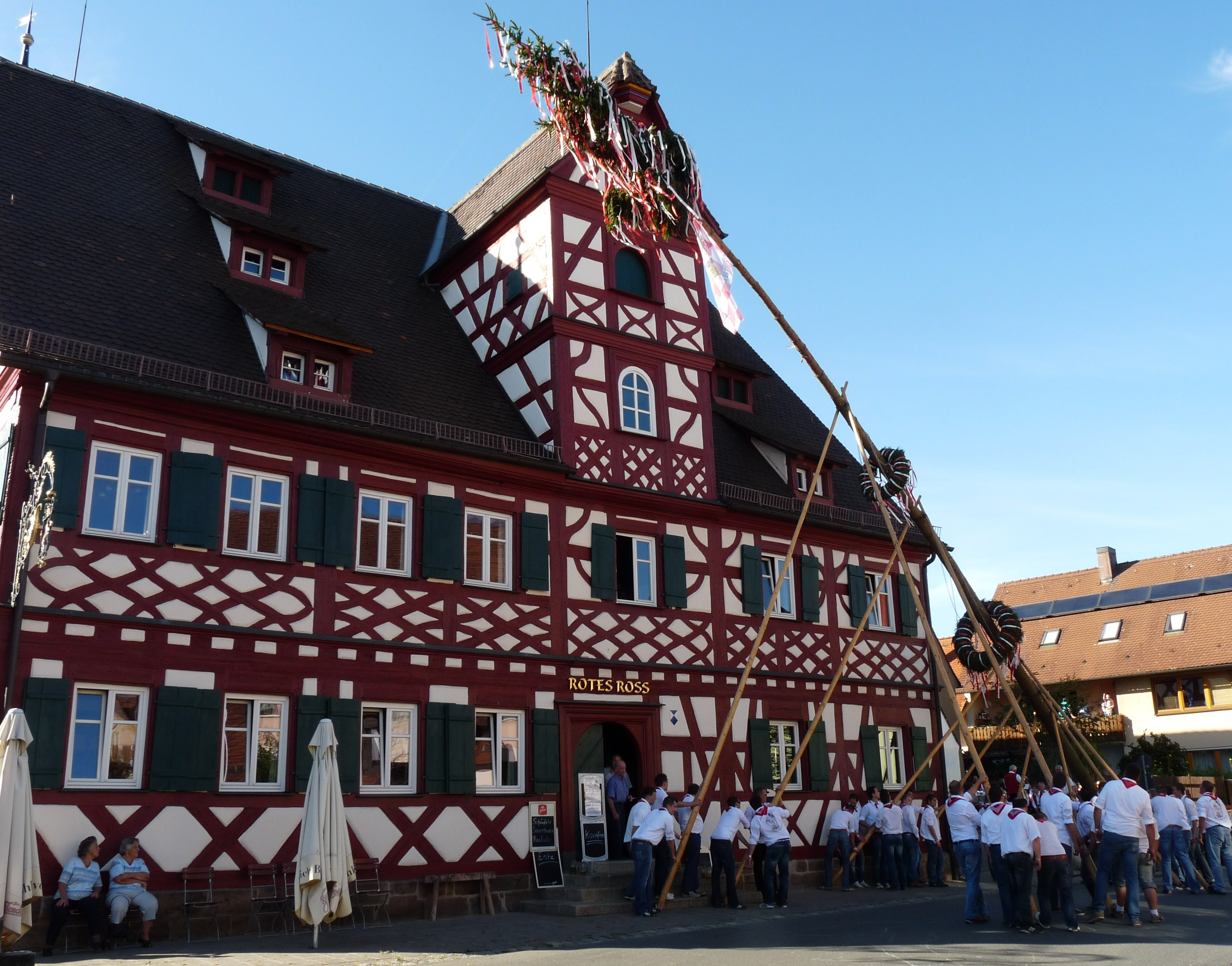
旅館「ツーム・ローテン・ロス」

- 福音主義＝ルター派教区教会聖ヴァルブルク教会
- いくつかの住居、農家
- 牧師館
- 旅館「ツーム・ローテン・ロス」

### スポーツ
この町で最も会員数の多いクラブである SV グロースハーバースドルフ e.V. には、サッカー、空手、テニス、卓球、器械体操、ダーツ、陸上競技部門がある。
1995年からビーベルトラウフが開催されている。このレースは、SV グロースハーバースドルフ e.V. のジョギング愛好者のイベントで、郡内外の多くのジョギング愛好者が参加する。
1977年から世紀の変わり目頃まで毎年、DMV ビーベルトタール・ラリー・グロースハーバースドルフが開催されていた。

## 経済と社会資本

### 交通
州道 St2246号線が南西にケールミューレおよびクラインハスラハを通ってブルックベルクに向かっている。St2245号線（ニュルンベルク - オーバーダハシュテッテン）は東はヴィンツェンツェンブロン経由でアンメルンドルフへ、西はウンターシュラウアースバッハに至る。郡道 FÜ20号線は南東のフェルナブリュンストに向かう。市町村連絡道は北のホルンゼーゲンへ延びている。
1880年代前半に、鉄道ニュルンベルク - クライルスハイム線からビーベルトタールを通ってハイルスブロン - グロースハーバースドルフ - カードルツブルクを結ぶ郵便バス路線が設けられた。1914年5月22日にビーベルト鉄道が開通したことでこの郵便バス路線は重要性を失った。1971年9月26日にグロースハーバースドルフ - リュクラント - ウンタルンビーベルト区間の運行が停止した後、グロースハーバースドルフはビーベルト鉄道の終点となった。
1986年9月26日、存続していたニュルンベルク＝シュタイン駅への路線区間が廃止され、バス運行に切り替えられた。1992年の学校シーズンの開始時にフランケン乗合バス会社により、ディーテンホーフェンからハイルブロンの州立実科学校およびラウレンティウス＝スクールセンター・ノイエンデッテルザウへのスクールバス路線が設けられた。1966年に3つの目の路線としてロスタール駅への路線が設けられたが、2006年の夏休みの初めに廃止された。
北部のオーバーライヒェンバッハ地区とホルンゼーゲン地区は、民間会社のバス路線によって結ばれている。特に通学用交通として隣接するカードルツブルクを経由してフュルトへ運行している。
週末と夕方には、ロスタールの駅へのオンデマンド乗り合いタクシーが運行している。
週末の夜間には、ニュルンベルク直通の VAG-ナイトライナー N7号が運行される。

## 関連文献
- Johann Kaspar Bundschuh (1800). “Großenhabersdorf”. Geographisches Statistisch-Topographisches Lexikon von Franken. Band 2: El–H. Ulm: Verlag der Stettinischen Buchhandlung. p. 402 2020年1月22日閲覧。
- Johann Kaspar Bundschuh (1800). “Habersdorf, (Groß-)”. Geographisches Statistisch-Topographisches Lexikon von Franken. Band 2: El–H. Ulm: Verlag der Stettinischen Buchhandlung. p. 455 2020年1月22日閲覧。
- August Gebeßler (1963). Stadt und Landkreis Fürth. Bayerische Kunstdenkmale. 18. München: Deutscher Kunstverlag. pp. 102–107
- Hanns Hubert Hofmann (1954). Nürnberg-Fürth. Historischer Atlas von Bayern, Teil Franken. I, 4. München: Komm. für Bayerische Landesgeschichte. p. 120 2020年1月22日閲覧。
- Hanns Hubert Hofmann (1954). Nürnberg-Fürth. Historischer Atlas von Bayern, Teil Franken. I, 4. München: Komm. für Bayerische Landesgeschichte. p. 228–229 2020年1月22日閲覧。
- Wolf-Armin von Reitzenstein (2009). Lexikon fränkischer Ortsnamen. Herkunft und Bedeutung. Oberfranken, Mittelfranken, Unterfranken. München: C. H. Beck. pp. 88–89. ISBN 978-3-406-59131-0
- Gottfried Stieber (1761). “Habersdorf”. Historische und topographische Nachricht von dem Fürstenthum Brandenburg-Onolzbach. Schwabach: Johann Jacob Enderes. pp. 433–434 2020年1月22日閲覧。
- Wolfgang Wiessner (1963). Stadt und Landkreis Fürth. Historisches Ortsnamenbuch von Bayern. 1. München: Kommission für Bayerische Landesgeschichte. pp. 48–49

これらの文献は、翻訳元であるドイツ語版の参考文献として挙げられていたものであり、日本語版作成に際し直接参照してはおりません。

## 訳注
1. ↑  1808年から1864年まで行われたバイエルンの測量資料
2. ↑  Haber = Hafer = カラスムギ